# Bandes suisses
Les bandes suisses sont des mercenaires suisses qui, en France, furent les premières unités militaires permanentes étrangères recrutées et soldées, formées par un régime de capitulations entre les rois de France et la Confédération suisse des XIII cantons et qui sont l'émanation des bandes françaises et picardes.
Ces formations mercenariales ne doivent pas être confondues avec celles appelées compagnies franches engagées à l'insu des cantons suisses par le gouvernement royal français.

## Historique
Alors dauphin, Louis XI avait été impressionné par la soldatesque suisse. Il avait vu le 26 août 1444 à la bataille de Saint-Jacques sur la Birse « 1 200 bourgeois ou paysans, renouvelant le prodige des Thermopyles, affronter sans regarder en arrière une armée de 50 000 hommes aguerris. 1 190 moururent, mais avant de mordre la poussière, ils avaient tué 1 100 chevaliers et 8 000 fantassins. ».
En février 1477, une première levée de 6 000 au service de la France, participent sous les ordres de Georges de Craon, en juillet, au siège de Dole avant de passer en Picardie puis d'être licenciée.

Vers la fin de 1479, Louis XI licencie ce qui restait de francs-archers et conçoit un projet où les Suisses doivent jouer le rôle de compères, nom donné par le Roi de France à ses amis des ligues suisses dont les bandes suisses s'étaient illustrées aux batailles de Grandson, de Morat et de Nancy.

En 1480, des trèves venaient d'être signées avec Édouard IV, roi d'Angleterre, François II, duc de Bretagne et avec Maximilien qui avait épousé Marie de Bourgogne, l'héritière de Charles le Téméraire, duc de Bourgogne. Le moment étant favorable, Louis XI réunit, au printemps de 1480, en Picardie 10 000 aventuriers et 2 500 pionniers qui avaient servi dans les dernières guerres, et les dirigent avec 1 500 cavaliers de ses ordonnances au camp du Pont-de-l'Arche où le roi traite avec les cantons pour une levée de 6 000 hommes des bandes suisses, commandés par Guillaume de Diesbach afin de servir de modèles aux bandes françaises destinées à remplacer la milice des francs-archers et à être entretenus d'une manière permanente.
Cette capitulation n'était pas la première. La première capitulation entre la France et la Suisse date de 1453, et fut signé à Montils-lès-Tours.
Pour cette levée, le canton de Zurich fournit 1 000 hommes ainsi que celui de Berne, Lucerne 800 hommes et les cantons d'Uri, de Schwytz, de Unterwald, de Zoug et de Glaris ensemble 2 000 hommes, les villes de Fribourg et de Soleure 1 000 hommes et enfin de Bienne 150 hommes.

Ces 6 000 fantassins, sous le commandement de Guillaume de Diesbach, partirent de Berne en août 1480 en direction du camp du Pont-de-l'Arche afin de servir d'instructeurs aux Français. Les Suisses formèrent les hommes de pied français qui apprirent les mouvements, les formations usité dans la seule infanterie qu'il y avait en Europe, à cette époque. Ils apprirent à combiner leur tactique avec celle de la cavalerie et de l'artillerie et à observer la discipline avec autant de rigueur que s'ils étaient en campagne.

Au bout d'un an, les Suisses, royalement payés furent congédiés et retournèrent dans leur pays. Les Français restèrent encore 2 ans au Pont-de-l'Arche.

### Les levées suisses
- En 1477, première levée de 6 000 Suisses qui participent au siège de Dole, puis passent en Picardie avant d'être licenciés la même année.
- Le 18 août 1480, 6 000 fantassins et 400 cavaliers suisses sous le commandement de Guillaume de Diesbach rejoignent le camp de Pont-de-l'Arche. Ils sont congédiés en 1481.
- En 1484, 8 000 Suisses sont appelés pour la guerre de Bretagne. Ils sont congédiés en 1490.
- En 1488, de nouveau 8 000 Suisses sont appelés pour la guerre de Bretagne et participent à la bataille de Saint-Aubin-du-Cormier. Ils sont congédiés en septembre 1488.
- En 1491, 8 000 Suisses sont appelés puis licenciés en fin d'année.
- En 1492, 4 000 Suisses sont levés secrètement pour les combats en Picardie, puis licenciés en fin d'année.
- En 1494, 8 000 Suisses commandés par Engilbert de Clèves — qui complètent les 60 000 hommes composés d'aventuriers français, bretons, provençaux, gascons et génois, la furia francese — sont appelés pour l'expédition de Naples durant la première guerre d'Italie. Une nouvelle levée aura lieu au début de 1495 pour renforcer les pertes des nombreux soldats qui avaient contracté un mal jusqu'alors inconnu : la syphilis. Ils seront les premiers à avoir la garde des 200 pièces d'artillerie avant de se distinguer à la bataille de Fornoue.
- En 1495, 10 000 Suisses, principalement Valaisans et Grisons, sont recrutés pour renforcer les troupes françaises en Italie et participent au secours de Novare et de Naples. Ils sont congédiés à la fin de l'année 1495, sauf une compagnie conservée pour la garde du roi, et qui est à l'origine des Cent-Suisses.
- En 1496, 4 000 Suisses, 1 000 Valaisans et 1 000 Grisons, sont levés et envoyés à Naples en Italie et licenciés fin octobre de la même année.
- En 1499, 12 000 Suisses sont levés pour participer à la deuxième guerre d'Italie.
- En 1500, 20 000 Suisses sont appelés en Italie.
- En 1501, 4 000 Suisses sont appelés en Italie et congédiés la même année
- En 1502, 4 000 Suisses combattent en Italie.
- En 1507, 10 000 Suisses passent le col du Grand-Saint-Bernard, pour participer au siège de Gênes.
- En 1509, 8 000 Suisses passent en Italie par le col du Saint-Gothard, et participent à la guerre contre Venise et à la bataille d'Agnadel.
- En 1521, 4 000 Suisses, commandés par Jean de Diesbach, servent dans l'armée d'Italie. Ils sont congédiés l'année suivante.
- Toujours en 1521, un autre groupe de 6 000 Suisses, commandés par Sébastien de Diesbach et Louis d'Erlach, sont appelés en Picardie. Ils sont également congédiés l'année suivante.
- En octobre 1521, 12 000 Suisses, commandés par Albert de Stein (de), sont appelés en Italie et congédiés au début de 1522.
- En mars 1522, 16 000 Suisses, commandés par Albert de Stein (de) et Arnold de Winkelried, participent à la sixième guerre d'Italie et à la bataille de la Bicoque. Ils sont licenciés la même année.
- En 1523, 12 000 hommes arrivent en Italie et sont licenciés la même année.
- En 1524, 13 000 hommes, sous le commandement de Jean de Diesbach, rejoignent l'armée d'Italie et sont licenciés l'année suivante après la mort de leur colonel tué à Pavie.
- Toujours en 1524, 6 000 Grisons combattent en Italie et sont également licenciés en 1525.
- En 1527, 10 000 Suisses servent la France sous le commandement de Claude de Savoie, comte de Tende. Formés en trois corps dont l'un avait pour colonel Jacques de Rovéréaz, ils demeurent au service de la France jusqu'en 1536.
- En 1536, 6 000 hommes, formant 11 bandes, sont versés dans l'armée de Picardie.
- En 1537, 8 000 hommes, menés par les colonels Jean Juncker, de Soleure[3], et Henri Kaldshmidt[4], sont appelés en renfort[5], et renvoyés en 1539.
- En 1538, 14 000 Suisses sont levés pour servir la France.
- En 1542, 14 000 Suisses sont levés et forment deux corps. Le premier, de 8 000 hommes, commandé par Philippe Ulrich, baron d'Hohensax[6], combattra dans le Roussillon. Le second, de 6 000 hommes, rejoindra la Picardie.
- En 1543, 7 000 Suisses sont amenés en Picardie par le colonel Jérôme de Lutternaw, de Soleure[7], et congédiés en 1545.
- Toujours en 1543, 7 000 Grisons amenés par le colonel Antoine de Salis combattent en Picardie. Ils seront également renvoyés en 1545.
- En 1543, 4 000 Suisses, sous le commandement supérieur du colonel Saint-Julien, secondé par le baron de Hohensax[6] et le colonel Furly, combattent à Cérisoles, et sont congédiés la même année.
- Toujours en 1543, 8 000 gruériens appelés en Italie sous le commandement du comte de Gruyères.
- Toujours en 1543, 5 000 Grisons, également appelés en Italie, participent à la bataille de Cérisoles et sont congédiés la même année.
- En 1544, 3 000 Suisses, sous le commandement du colonel Furly, combattent en Italie et sont congédiés à la fin de la campagne.
- En 1545, il y a deux levées de mercenaires : une de 6 000 hommes, et l'autre de 16 000.
- En 1553, 10 000 hommes sont levés, et licenciés la même année.

À partir de 1549, les troupes suisses commencent à modifier leur organisation et à prendre la forme et le nom de régiments. On retrouvera désormais les Suisses engagés sous le nom des régiments de leurs colonels.